# Holocaust Memorial for the Commonwealth of Pennsylvania

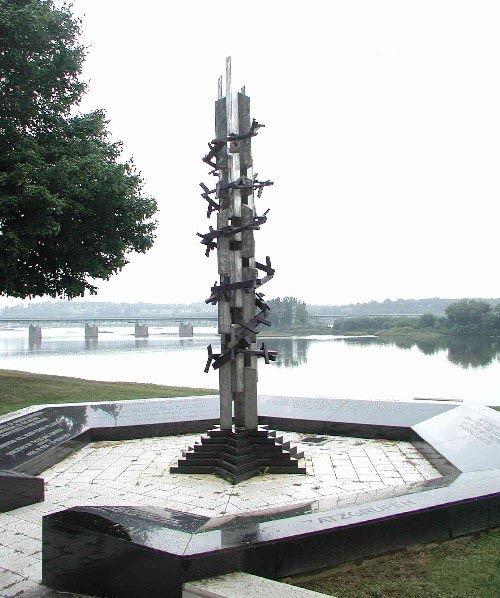
Holocaust-Denkmal in Harrisburg, Pennsylvania, von David Ascalon (1994)

Das Holocaust Memorial for the Commonwealth of Pennsylvania in Harrisburg (Pennsylvania) steht im Susquehanna River Park. Es wurde von David Ascalon geschaffen und 1994 im Auftrag der Jewish Federation of Greater Harrisburg aufgestellt. 
Das Denkmal steht auf einem sechsseitigen Platz. Auf einer Granitbasis erhebt sich eine etwa 4,20 Meter hohe Skulptur aus rostfreiem Stahl.
Koordinaten: 40° 16′ 5,7″ N, 76° 53′ 35,5″ W